# Beau et chaud
Beau et chaud est une émission de télévision estivale québécoise diffusée du 30 mai 1988 au 26 août 1994 à Radio-Québec.

## Présentation
Animée par Normand Brathwaite, l'émission accueillait également des chroniqueurs ayant volontairement peu de connaissance avec leur sujet pour servir le ton humoristique général : Joane Prince (actualités), Edgar Fruitier (analyse d'albums rock), Marc Labrèche (loisirs et plein air), Dany Laferrière (conseils pour cruiser), René Richard Cyr (chronique culinaire)…
L'émission accordait beaucoup de place aux artistes de la relève et aux nouveaux courants musicaux.